# 86th Infantry Division (Vereinigte Staaten)
Die 86. Infanteriedivision ('Blackhawk Division') war eine Einheit der US-Armee im Ersten und im Zweiten Weltkrieg. Die Division heißt heute 86. Ausbildungsdivision und ist in Fort McCoy, Wisconsin, stationiert.
Die 86. wurde am 11. Februar 2009 in „HQ 86th Training Brigade“ umbenannt und am 16. September 2010 in Fort McCoy, Wisconsin, aktiviert. Kurz nach ihrer Reaktivierung am 18. September 2010 wurde sie in „Headquarters 86th Training Division“ umbenannt.
Ihre Mitglieder trainieren jährlich mit Einheiten der aktiven Armee, der Reserve und der Nationalgarde.

## Erster Weltkrieg
Die 86. Division wurde am 25. August 1917, etwa vier Monate nach dem Kriegseintritt der USA, in Camp Grant, Rockford (Illinois), aufgestellt.
Die Mannschaften waren überwiegend Wehrpflichtige aus den Bundesstaaten Illinois und Wisconsin.
Ende September 1917 begann die systematische Ausbildung.
Anfang Oktober 1917 wurden 5.400 Mann zur 33. Division versetzt. Zwischen Januar und August 1918 wurden über 100.000 Mann in Camp Grant eingeteilt, 80.000 wurden aus dem Lager abtransportiert; davon 8.000 zur 33. Division, 4.500 zur 4. Division, 2.500 zur 85. Division, 1.000 nach Camp Johnston in Florida und große Kontingente direkt zu den Einschiffungshäfen.
Die 86. Division schrumpfte daraufhin bis April 1918 auf 10.000 Mann, erreichte aber im August durch neue Einberufungen und Versetzungen aus der Depotbrigade von Camp Grant wieder ihre volle Stärke. Die Division traf Ende September / Anfang Oktober 1918 zur Verstärkung der American Expeditionary Forces (AEF) in Frankreich und an der Westfront ein.
Die Division wurde in die Gegend um Bordeaux entsandt, ihr Hauptquartier war in Saint-André-de-Cubzac.
Mit dem Fortgang der Ende September gestarteten Maas-Argonnen-Offensive der AEF stieg der Bedarf an Ersatztruppen für die schweren Verluste, die die AEF dabei erlitt. General John J. Pershing, Oberbefehlshaber der AEF, entschied, neu eingetroffene Divisionen (darunter auch die 86.) aufzulösen, um die anderen stark dezimierten Divisionen der AEF wieder aufzufüllen.
Am 8. November wurden die Reste der Division in das Gebiet um Le Mans beordert. Drei Tage später beendete der Waffenstillstand mit Deutschland den Krieg.

## Zweiter Weltkrieg
Anfang Januar 1945 war General Dwight D. Eisenhower alarmiert über die schnellen Fortschritte der Deutschen in der abklingenden Ardennenoffensive und befürchtete, dass die Deutschen zusätzliche Verstärkungen von der Ostfront nach Westen verlegen könnten. Er forderte Verstärkung an. Die 86. und die 97. Infanteriedivision, beide für den Einsatz im Pazifik vorgesehen, wurden zu ihm beordert.[7]
Die Division traf am 4. März 1945 in Frankreich ein und verlegte nach Köln, wo sie am 24. März zur Ablösung der 8. US-Infanteriedivision Verteidigungsstellungen bei Weiden einnahm. Nach kurzen Patrouillen auf beiden Seiten des Rheins wurde die 86. Division abgelöst und verlegte am 5. April über den Rhein nach Eibelshausen. Sie überquerte in einem schnellen Angriffsvorstoß die Bigge, befreite am 11. April Attendorn und rückte weiter in Richtung Ruhr vor, wo sie sich mit der 9. US-Armee vereinigte und an den Kesselkämpfen im Ruhrgebiet teilnahm.
Am 21. April rückte die 86. Division nach Ansbach vor. Am 25. nahm sie Eichstätt ein, überquerte am 27. die Donau bei Ingolstadt, sicherte am 29. April die Brücke über den Amperkanal, überquerte die Isar und erreichte Ende April den Mittel-Isar-Kanal. Am 1. Mai erhielt die Division den Befehl, Wasserburg am Inn einzunehmen.
Am 2. Mai erhielt sie aber den Befehl, stattdessen Richtung Salzburg vorzurücken.
Die 86. Infanteriedivision wurde 1996 vom United States Army Center of Military History und dem United States Holocaust Memorial Museum als Befreiereinheit anerkannt. Als die 86. ins Ruhrgebiet vorrückte, entdeckten die Truppen am 11. April 1945 das zivile Zwangsarbeitslager Attendorn.
Am 4. Mai fand die Division die Kronjuwelen Ungarns im Mattsee.[8]
Bei Kriegsende (8. Mai 1945) sicherte die Division die linke Flanke des XV Corps.
Die 14.289 Offiziere und Mannschaften trafen am 17. Juni 1945 an Bord von vier Marinetransportern in New York ein.
Die Division absolvierte vom 21. Juni bis 11. August 1945 eine Ausbildung im Camp Gruber (Oklahoma) und verließ San Francisco am 24. August 1945 in Richtung Philippinen.
Die 86. Division war an Bord eines Schiffes im Hafen von Leyte, als Japan kapitulierte.
Nach der Landung auf Luzon wurde die Division über die ganze Insel verteilt.
Einige wurden auf der Insel Corregidor eingesetzt, um japanische Kriegsgefangene zu bewachen.
Obwohl Japan am 2. September 1945 formell kapituliert hatte, sahen sich Divisionssoldaten gelegentlich noch japanischen Soldaten gegenüber, die sich weigerten, sich zu ergeben, sowie Huks (Hukbalahap-Guerillas).
Einem Bericht zufolge war die „Bedrohung durch Nachzügler“ noch im Oktober 1946 vorhanden, als 77 japanische Gefangene gefangen genommen wurden.

## Kommandeure
Erster Weltkrieg
- Generalmajor Thomas H. Barry (25. August 1917)
- Brigg. General Lyman W.V. Kennon (26. November 1917)
- Generalmajor Thomas H. Barry (15. Februar 1918)
- Brigg. General Lyman W.V. Kennon (21. März 1918)
- Generalmajor Charles H. Martin (18. April 1918)
- Brigadegeneral Lincoln C. Andrews (19. Oktober 1918)
- Generalmajor Charles C. Ballou (19. November 1918)

Zweiter Weltkrieg
- Generalmajor Alexander E. Anderson (Dezember 1942)
- Generalmajor Harris M. Melasky (4. Januar 1943 – Dezember 1945)
- Generalmajor Paul J. Mueller (Januar 1946 – April 1946)
- Generalmajor Herman F. Kramer (April 1946 – Juli 1946)
- Generalmajor Harry F. Hazlett (Juli 1946 bis zur Inaktivierung)